# The Prince's Trust
The Prince's Trust é uma instituição de caridade britânica fundada em 1976 por Carlos III, então Príncipe de Gales, para ajudar jovens vulneráveis a colocar suas vidas nos trilhos.
A Prince's Trust é uma das organizações de financiamento mais bem-sucedidas do Reino Unido e a principal instituição de caridade jovem do Reino Unido, tendo ajudado mais de 950 mil jovens a mudar de vida, criaram 125 mil empreendedores e deram apoio comercial a 395 mil pessoas no país. De 2006 a 2016, seu trabalho para os jovens valeu cerca de 1,4 bilhão de libras esterlinas.